# Алієв Гасан Алірза-огли
Гасан Алірза-огли Ал́ієв (азерб. Həsən Əlirza oğlu Əliyev; нар. 15 грудня 1907, Джомартли — пом. 2 лютого 1993, Баку) — радянський і азербайджанський вчений в області ґрунтознавства, загального землеробства, біогеографії і охорони природи. Доктор сільськогосподарських наук (з 1965 року), професор (з 1968 року). Академік АН Азербайджанської РСР (з 1952 року). Старший брат третього Президента Азербайджану Гейдара Алієва.

## Біографія
Народився 15 грудня 1907 року в селі Джомартли Зангезурського повіту Єлизаветпольської губернії Російської імперії (нині село Танаат в марзі Сюнік Вірменії).
- У 1924—1930 роках навчався в сільській вечірній школі і в сільськогосподарському технікумі в місті Нахічевані;
- З 1930 по 1932 рік — був студентом Азербайджанського інституту сільського господарства. Член ВКП(б) з 1931 року;
- У 1932—1934 роках — аспірант Азербайджанського науково-дослідного інституту бавовництва у Кіровабаді;
- У 1934—1935 роках — директор Ширванської зональної випробувальної станції;
- У 1941—1943 роках — воював на фронтах Другої світової війни. Отримавши важке поранення був демобілізований і після одужання продовжив наукову роботу в галузі ґрунтознавства[1];
- У 1943—1944 роках — керівник сектора географії Азербайджанського філії АН СРСР. 1944 року — захистив дисертацію на здобуття наукового ступеня кандидата сільськогосподарських наук на тему «Ґрунти нижніх течій річок на південно-східних схилах Великого Кавказу»;
- У 1944—1949 — заступник директора з наукової роботи Інституту ґрунтознавства та агрохімії АН Азербайджанської РСР;
- У 1945—1949 — старший викладач Азербайджанського державного педагогічного інституту;
- У 1946—1962 — голова Азербайджанського філії Всесоюзного товариства ґрунтознавців;
- 1952 року обраний дійсним членом АН Азербайджанської РСР і до 1957 року займав посаду академіка-секретаря АН Азербайджанської РСР. З того ж року був секретарем ЦК КП Азербайджанської РСР;
- У 1952—1954 роках був членом ЦК КП Азербайджанської РСР;
- З 1955 року — голова Комісії з охорони природи АН Азербайджанської РСР;
- 1965 року — захистив дисертацію на здобуття наукового ступеня доктора сільськогосподарських наук на тему «Ґрунти Великого Кавказу та шляхи їх раціонального використання (в межах Азербайджанської РСР)»;
- З 1968 по 1987 рік — директор Інституту географії АН Азербайджану;
- 1980 року — знову обраний президентом Географічного товариства Азербайджанської РСР;
- 1986 року — обраний головою Комісії з охорони природи Азербайджанської РСР.
- З 1987 року — консультант при керівництві Інституту географії АН Азербайджанської РСР.

Обирався депутатом Верховної Ради Азербайджанської РСР 10-го (1980—1984 роки) та 11-го (1985—1990 роки) скликань.
Помер в Баку 2 лютого 1993 року. Похований на Алеї почесного поховання в Баку.

## Наукова діяльність
Алієв — один з ініціаторів розробки плану розвитку виноградарства в Азербайджані. ЇмНим проведені численні ґрунтові дослідження і виявлено додатково під виноградники понад 100 тисяч га земель в гірських і передгірних районах республіки (зона Талиша, північно-східні схили і південні передгір'я великого Кавказу). Автор 350 наукових та науково-популярних праць, в тому числі 25 по виноградарству. Серед робіт:
- Земельні ресурси зони Великого Кавказу Азербайджанської РСР для розвитку виноградарства і садівництва. — Відомості АН Азербайджанської РСР. Сер. біол. і мед. наук, 1961., № 9(азерб.);
- Виноградний Азербайджан. — Природа, 1965, № 11;
- Придатні землі для розвитку виноградарства в Лерик-Ярдимлинському районі Азербайджанської РСР. — Вісник сільсько-господарських наук, 1980, № 3(азерб.).

В лютому 1994 рокук збірник творів з теоретичних і практичних питань, написаний вченим, був удостоєний премії Державного Комітету Контролю навколишнього середовища.

## Відзнаки
- Заслужений діяч науки Азербайджанської РСР (з 1974 року);
- Державна премія Азербайджанської РСР (за 1978 рік; за цикл робіт щодо раціонального використання природних ресурсів Азербайджану)[2];
- Премія Державного комітету екології та контролю за природокористуванням (лютий 1994 року; посмертно)[2];
- Нагороджений орденом Леніна, орденом Жовтневої Революції, орденом Трудового Червоного Прапора, орденом Червоної Зірки, орденом «Знак Пошани» (1950[2]).

## Вшанування пам'яті
- 1 лютого 1994 року — видано постанову № 30 Кабінету Міністрів Азербайджанської Республіки про увічнення пам'яті академіка Г. Алієва;
- 14 лютого 1997 року почав функціонувати Громадський фонд екології імені Гасана Алієва[1];
- 3 квітня 1998 року поштою Азербайджану випущена поштова марка номіналом 500 манат з портретним зображенням Гасана Алієва[3];
- 2 лютого 2007 року — Президент Азербайджанської Республіки пан Ільхам Алієв підписав розпорядження про проведення 100-річного ювілею академіка Гасана Алієва[2]).

Ім'я Гасана Алієва носить Зангезурський національний парк в Ордубадському районі Нахічеванської Автономної Республіки.
На будинках в Гянджі, де у 1934—1935 роках жив вчений, і в Баку, де він мешкав у 1957—1993 роках, встановлені меморіальні дошки.